# Jim Siedow
Jim Nash Siedow (* 12. Juni 1920 in Cheyenne, Wyoming; † 20. November 2003 in Houston, Texas) war ein US-amerikanischer Schauspieler und Theaterregisseur.

## Laufbahn
Jim Siedow kam in Cheyenne als Sohn von Anna, geb. Shepherd, und dem deutschstämmigen Herman William Siedow zur Welt. Er begann bereits an der High School zu schauspielern und zog im Alter von 18 Jahren nach New York City, um von diesem Zeitpunkt an regelmäßig auf verschiedenen Bühnen aufzutreten.
Im Zweiten Weltkrieg diente Siedow in der Luftwaffe und verlegte anschließend seinen Wohnsitz nach Chicago, wo er an der Produktion von Radioseifenopern beteiligt war. Danach ließen er und seine Frau sich 1954 in Houston nieder. In der texanischen Metropole war Siedow bald eine der herausragendsten Theaterpersönlichkeiten. Er gründete eines der frühesten lokalen Theaterhäuser und leitete die erste Inszenierung von Edward Albees Wer hat Angst vor Virginia Woolf? in Houston. Weitere Stücke unter seiner Regie waren u. a. Visit to a Small Planet, Critic's Choice und Murder Among Friends, außerdem trat er selbst als Darsteller in Erscheinung, z. B. in The Lion in Winter und Die Katze auf dem heißen Blechdach.
Siedows Laufbahn vor der Kamera war eng mit dem Schaffen Tobe Hoopers verknüpft. Beide gaben ihr Debüt als Filmdarsteller 1971 in The Windsplitter. Hooper engagierte Siedow daraufhin für die Rolle des Kochs in seiner ersten Regiearbeit Blutgericht in Texas (OT: The Texas Chain Saw Massacre, 1974) sowie in der 12 Jahre später erschienen Fortsetzung. 1987 trat Siedow in einer von Hooper inszenierten Folge der Fernsehserie Unglaubliche Geschichten auf. Außerdem wirkte er in Nebenrollen an dem Fernsehfilm Großalarm (1977) sowie in der Actionkomödie Hotwire (1980) mit. Über seine sechs Spielfilmrollen hinaus war Siedow in diversen Dokumentationen über die Chainsaw Massacre-Filme zu sehen.

## Privates
Siedow war seit September 1946 mit seiner aus Evanston stammenden Ehefrau Ruth (1923–2005) verheiratet, die er in Chicago kennen gelernt hatte. Aus der Ehe gingen die Tochter Jaimie und die beiden Söhne Jim jr. und Jon hervor. Ruth Siedow trat ebenfalls am Theater auf.
Neben seinem künstlerischen Schaffen unterhielt Siedow eine Firma für Teppichreinigungen.
Er starb am 20. November 2003 an einer Lungenerkrankung, sein Tod wurde drei Tage später im Houston Chronicle bekanntgegeben. Die Angehörigen stellten Siedows Leichnam der Baylor College School of Medicine für wissenschaftliche Zwecke zur Verfügung.

## Filmografie (Auswahl)
- 1971: The Windsplitter
- 1974: Blutgericht in Texas (The Texas Chain Saw Massacre)
- 1977: Großalarm (Red Alert, Fernsehfilm)
- 1980: Hotwire
- 1986: Texas Chainsaw Massacre 2 (The Texas Chainsaw Massacre Part 2)
- 1987: Unglaubliche Geschichten (Amazing Storys; Fernsehserie, Folge: Der Wettbewerb)